# Andrei Jewgenjewitsch Iwanow
Andrei Jewgenjewitsch Iwanow (russisch: Андрей Евгеньевич Иванов; * 6. April 1967 in Moskau; † 19. Mai 2009 ebenda) war ein russischer Fußballspieler.

## Sportliche Laufbahn

### Vereinskarriere
1997/98 gehörte er zum Kader des deutschen Zweitligisten SpVgg Greuther Fürth. Für die Franken kam Iwanow in neun Ligaspielen zum Einsatz.

### Auswahleinsätze
Mit der Fußballnationalmannschaft der GUS nahm er an der Fußball-Europameisterschaft 1992 in Schweden teil. Insgesamt bestritt der gebürtige Moskauer 15 A-Länderspiele für UdSSR, GUS und Russland.

## Erfolge
- Meister der Sowjetunion: 1989
- Meister von Russland: 1992, 1993
- Vizemeister von Russland: 1994
- Pokal der Sowjetunion: 1992